# Alvarus
Álvaro Cotrim (Rio de Janeiro, 1904 — 1985), mais conhecido pelo pseudônimo Alvarus, foi um desenhista, caricaturista, escritor e historiador da arte brasileiro.
Colaborou para as publicações Granada, Para Todos, A Noite, Carioca e Vamos Ler, entre muitas outras.

## Carreira
Iniciou a sua carreira aos 19 anos no jornal A Pátria. Produziu ilustrações para diversas revistas (Para Todos, A maçã e Vida Moderna) e trabalhou nos jornais A Manhã, Crítica , A Noite, onde atuou de 1929 até sua extinção, em 1954.
O auge da sua popularidade aconteceu no fim dos anos 1930, quando produziu séries de ilustrações para a revista Dom Casmurro e portrait-charges
(retratos caricaturais) de personalidades políticas, artísticas e intelectuais para a Vamos Ler.
De 1929 até 1960 trabalhou na Caixa Econômica Federal. Em 1960 decide abandonar a produção de caricaturas para se dedicar exclusivamente aos estudos e artigos - publicados em meios como Jornal do Brasil e as revistas adultas Fair Play e Ele & Ela.
Possuía uma famosa colecção particular de livros e gravuras, considerado o acervo mais completo do país na área de caricatura e erotismo. Este incluía, entre os muitos itens de destaque, a obra litográfica quase completa (4 mil gravuras) do artista francês Honoré Daumier (1808-1879), conhecido com “O Michelangelo da caricatura”.
Foi professor do curso de Bibliografia da Imprensa Ilustrada na Escola de Biblioteconomia da Federação das Escolas Federais Isoladas do Estado da
Guanabara. Também foi, em 1973, o cargo de diretor executivo do Museu da Imagem e do Som do Rio de Janeiro. A partir de 1979, passou a trabalhar no jornal da Associação Brasileira de Imprensa (AB) até 1985, ano de sua morte.

## Obras
- Hoje tem espetáculo (1941)
- Alvarus e seus bonecos (1954)
- Oswaldo Cruz Monumenta Histórica Tomo I (com Edgard de Cerqueira Falcão)
- Museu Imperial (com Lourenço Lacombe)
- Pedro Américo e a caricatura e Jota Carlos, época, vida e obra (publicado postumamente).